# Premiile Academiei Române pentru anul 2018
Premiile Academiei Române pentru anul 2018 au fost acordate în 3 decembrie 2020, în Aula Academiei Române.
Sunt indicate obiectul acordării premiului, cel mai adesea o lucrare, autorul acesteia și țara de reședință a autorului. În cazul în care nu este indicată țara, autorul este din România.

## I. Filologie și literatură

### Premiul „Timotei Cipariu“
- Școala Ardeleană, vol. I-IV, Eugen Pavel[1] (coordonator)

### Premiul „Bogdan Petriceicu Hasdeu“
- Istoria limbii române, vol. I, Marius Sala[2], Liliana Ionescu Ruxăndoiu (coordonatori), Victor Celac, Raluca-Mihaela Nedea, Emanuela Dima, Dana-Luminița Teleoacă

### Premiul „Ion Creangă“
Premiul nu a fost oferit.

### Premiul „Titu Maiorescu“
- Enciclopedia literaturii române vechi, Dan Horia Mazilu[1], Gheorghe Chivu[2], Eugen Pavel[1], Laura E. Bădescu (coordonare și revizie)

### Premiul „Lucian Blaga“
- Pour une morphologie du genre utopique, Corin Braga

### Premiul „Mihai Eminescu“
Premiul nu a fost oferit.

### Premiul „Ion Luca Caragiale“
- Ultima dorință, Comedii. Teatru., Radu F. Alexandru (Feldman Radu Alexandru)

## II. Științe istorice și arheologie

### Premiul „Vasile Pârvan“
- Descoperiri din perioada antichității târzii în Podișul Central Moldovenesc, Mircea Mamalaucă

### Premiul „Dimitrie Onciul“
- Mănăstirea „Sfântul Nicolae Domnesc“ Popăuți (vol. I-II), Luca Diaconu

### Premiul „George Barițiu“
- Monografia orașului Târgu Frumos, Dumitru Boghian, Sergiu-Constantin Enea, Marius Chelcu, Ionuț Minea

### Premiul „Nicolae Iorga“
Premiul nu a fost oferit.

### Premiul „Nicolae Bălcescu“
- Development, Left and Right: Ideological Entanglements of Reformist Projects in Pre-communist Romania, Victor Rizescu

### Premiul „A.D. Xenopol“
- Ȋn componența României Întregite. Basarabia și basarabenii de la Marea Unire la notele ultimative sovietice, Nicolae Enciu (Republica Moldova)

### Premiul „Mihail Kogălniceanu“
- The Ottoman Threat and Crusading on the Eastern Border of Christendom during the 15th Century, Liviu Pilat și Ovidiu Cristea[1]

### Premiul „Eudoxiu Hurmuzaki“
- Legația română la Petrograd (1914-1918). Documente, Gheorghe E. Cojocaru și Eugen-Tudor Sclifos (Republica Moldova)

## III. Științe matematice

### Premiul „Simion Stoilow“
- Grupul de lucrări: Funcții super, cvasi-martingale și invariante pentru un proces Markov, Iulian Cîmpean

### Premiul „Gheorghe Țițeica“
Premiul nu a fost oferit.

### Premiul „Gheorghe Lazăr“
- Grupul de lucrări: L-funcții Artin, forme modulare și partiții restricționate, Florin Nicolae

### Premiul „Grigore C. Moisil“
Premiul nu a fost oferit.

### Premiul „Spiru Haret“
- Grupul de lucrări: Serii Theta asociate partițiilor întregi, Mircea Merca

### Premiul „Dimitrie Pompeiu“
Premiul nu a fost oferit.

### Premiul „Petre Sergescu“ (Istoria științelor și tehnicii)
Premiul nu a fost oferit.

## IV. Științe fizice

### Premiul „Constantin Miculescu“
- Grupul de lucrări: Nanostructuri multifuncționale cu aplicații în nanomedicină, Rareș Ionuț Știufiuc

### Premiul „Dragomir Hurmuzescu“
- Grupul de lucrări: Măsurători de elemente în concentrații foarte mici prin spectrometrie de masă cu acceleratorul, Mihaela Enăchescu
- Grupul de lucrări: Perfecționarea tehnicilor de depunere în plasmă a materialelor refractare și determinarea proprietăților structurale și fizice și potențialului funcțional al acestora, Vasile Tiron

### Premiul „Ștefan Procopiu“
- Grupul de lucrări: Noi senzori plasmonici cu aplicații în biofizică, Vasile A. Popescu
- Grupul de lucrări: Studiul reacțiilor de fisiune nucleară, descrierea teoretică a observabilelor experimentale și compararea acestora cu datele măsurate, Horia Pașca

### Premiul „Horia Hulubei“
- Grupul de lucrări: Studii de Astrofizică Nucleară și Dezvoltarea Instrumentației pentru Detectarea de Particule Încărcate folosind Fascicule Gama, Dimiter L. Balabanski și Cătălin Matei

### Premiul „Radu Grigorovici“
- Grupul de lucrări: Studii ale claselor de materiale intermetalice inovative L10 și faze MAX, cu proprietăți magnetice dure și aplicații în domeniul energiilor regenerabile, Alina Daniela Crișan
- Grupul de lucrări: Studiul tranziției de fază în straturile subțiri calcogenice suprapuse pentru celule de memorie cu stări logice multiple, Alin Velea

## V. Științe chimice

### Premiul „Costin D. Nenițescu“
- Grupul de lucrări: Sisteme polimerice multicomponente naturale – modificare, degradare, stabilizare, Liliana Roșu și Cristian-Dragoș Varganici

### Premiul „I. G. Murgulescu“
- Grupul de lucrări: Nanostructuri atipice de SiO2 obținute prin metoda sol-gel cu aplicații în foto/bio/electro/cataliză, Crina Anastasescu
- Grupul de lucrări: Materiale catalitice versatile pentru domeniul energiei și obținerea de compuși cu valoare adăugată, Mihaela Florea

### Premiul „Gheorghe Spacu“
- Grupul de lucrări: Contribuții la chimia combinațiilor complexe ale metalelor din blocul d și f pentru obținerea de materiale funcționale avansate cu proprietăți optoelectronice și/sau aplicații în biomedicină, Elisabeta Szerb
- Grupul de lucrări: Sisteme organice cu stări multiple/multifuncționale reversibile din clasa analogilor de curcumina, Liliana Cseh

### Premiul „Nicolae Teclu“
- Grupul de lucrări: Modelarea interacțiunilor catalizator – substrat organic la nivel molecular prin tehnici cuantice ab initio, Isabela Costinela Man

### Premiul „Cristofor I. Simionescu“
- Grupul de lucrări: Materiale siliconice în sisteme de conversie a energiei, Adrian Bele

## VI. Științe biologice

### Premiul „Emil Racoviță“
- Cave Ecology, Oana Moldovan

### Premiul „Grigore Antipa“
- Grup de 5 lucrări pe tema: Suita de lucrări pionierat în domeniul entomologiei și microbiologiei criminalistice, Lavinia Iancu

### Premiul „Nicolae Simionescu“
- Grup de 7 lucrări din 2018 pe tema: Molecule active în combaterea infecțiilor nosocomiale, Irina Roșca (editor)

### Premiul „Emanoil Teodorescu“
Premiul nu a fost oferit.

## VII. Științe geonomice

### Premiul „Grigore Cobălcescu“
- Relația dintre asociațiile de foraminifere fosile și mediile depoziționale din nordul Pânzei de Tarcău (Carpații Orientali, România), Raluca Bindiu Haitonic

### Premiul „Ludovic Mrazec“
- Mineralogia argilelor mio-pliocene din Bazinul Focșani, Barbara Soare

### Premiul „Gheorghe Munteanu-Murgoci“
- Coals of Romania: Geology, petrology and use, Mihai Emilian Popa[1] și Georgeta Predeanu

### Premiul „Ștefan Hepites“
- Pre-seismic geomagnetic and ionospheric signature related to the Mw5.7 earthquake occurred in Vrancea zone on September 24, 2016, Dragoș Armand Stănică, Dumitru Stănică[1], Jan Blecki (Polonia), Tomasz Ernst (Polonia), Waldemar Jozwiak (Polonia), Jan Slominski (Polonia)

### Premiul „Simion Mehedinți“
- Studiu asupra solifluxiunii din zona alpină a Carpaților Meridionali, Raul-David Șerban

## VIII. Științe tehnice

### Premiul „Aurel Vlaicu“
- Grupul de lucrări: Caracterizarea mecanică a materialelor celulare avansate, Emanoil Linul și Nima Movahedi[1] (Australia)

### Premiul „Traian Vuia“
- Manufacturing Cost Policy Deployment (MCPD) Transformation Uncovering Hidden Reserves of Profitability, Alin Posteucă

### Premiul „Henri Coandă“
- Grupul de lucrări: Prelucrarea și caracterizarea unor materiale polimerice avansate, Cătălin Fetecău și Felicia Stan

### Premiul „Constantin Budeanu“
- Grupul de lucrări: Soluții inteligente pentru ecosisteme energetice, Ioan Salomie, Tudor Cioară, Ionuț Anghel

### Premiul „Anghel Saligny“
Premiul nu a fost oferit.

### Premiul „Petre Sergescu“ (Istoria științelor și tehnicii)
Premiul nu a fost oferit.

## IX. Științe agricole și silvice

### Premiul „Ion Ionescu de la Brad“
- Ampelografia României, volumul IX – Soiuri noi de viță de vie și portaltoi creați în România, Gheorghe Glăman[1], Liviu Dejeu[1], Elena Brândușe, Adrian Șerdinescu, Marian Ion

### Premiul „Traian Săvulescu“
Premiul nu a fost oferit.

### Premiul „Marin Drăcea“
- Pomologia României, Volumul IX – Soiuri noi de măr, păr, gutui, cireș, vișin, prun și cais create în România și Volumul X – Soiuri noi de piersic, nectarin, nucifere, specii pomicole noi, arbuști fructiferi, căpșun și portaltoi creați în România, Nicolae Ștefan[1], Gheorghe Glăman[1], Nicolae Braniște, Florin Stănică, Ion Duțu, Mihai Coman

### Premiul „Gheorghe Ionescu-Șișești“
- Cartografie digitală & mobile GIS, Mihai Valentin Herbei, Adrian Șmuleac, Cosmin Alin Popescu
- Cartarea ecosistemelor naturale și seminaturale degradate, Sorin Avram, Carmen Adrian Gheorghe, Alexandru Sin

## X. Științe medicale

### Premiul „Iuliu Hațieganu“
- Facultatea de medicină, școala medicală clujeană și spitalele din Cluj (1500-2000), Florea Marin

### Premiul „Daniel Danielopolu“
Premiul nu a fost oferit.

### Premiul „Gheorghe Marinescu“
Premiul nu a fost oferit.

### Premiul „Victor Babeș“
Premiul nu a fost oferit.

### Premiul „Constantin I. Parhon“
Premiul nu a fost oferit.

### Premiul „Ștefan S. Nicolau“
Premiul nu a fost oferit.

## XI. Științe economice, juridice și sociologie

### Științe economice

#### Premiul „Petre S. Aurelian“
- Capitalul în România Postcomunistă, vol.1-3, Florin Georgescu

#### Premiul „Virgil Madgearu“
- 100 de ani de comerț exterior românesc, Dumitru Miron, Mihai Ionescu, Valentin Lazea, Gheorghe Zaman[1]

#### Premiul „Victor Slăvescu“
- Analiza statistică a educației. Vector al dezvoltării socioeconomice, Daniela Mihaela Neamțu
- Criminalitatea informatică privind transferurile financiare, Mircea Constantin Șcheau

#### Premiul „Nicolas Georgescu Roegen“
- Buna guvernare. Cauză și efect ale negentropiei sociale, Florina Bran, Carmen Valentina Rădulescu, Dumitru Alexandru Bodislav

### Sociologie

#### Premiul „Dimitrie Gusti“
- Infrastructură și societate. Considerente teoretice și studii de caz, Ovidiana Bulumac

#### Premiul „Henri H. Stahl“
- Fațetele muncii precare în România, Ana-Maria Preoteasa

### Științe juridice

#### Premiul „Nicolae Titulescu“
Premiul nu a fost oferit.

#### Premiul „Simion Bărnuțiu“
- Droit européen et comparé des sociétés et des affaires, Raluca Papadima

#### Premiul „Andrei Rădulescu“
Premiul nu a fost oferit.

## XII. Filosofie, teologie, psihologie și pedagogie

### Premiul „Constantin Rădulescu-Motru“
Premiul nu a fost oferit.

### Premiul „Mircea Florian“
- Teoria substanței la Leibniz, Adrian Niță

### Premiul „Ion Petrovici“
- Prin subteranele dostoievskiene, Ion Fercu

### Premiul „Vasile Conta“
Premiul nu a fost oferit.

### Premiul „Dumitru Stăniloaie“
Premiul nu a fost oferit.

## XIII. Arte, arhitectură și audiovizual

### Premiul „George Enescu“
- Răspântii. O poveste românească (operă în cinstea Centenarului), Dan Variu (compozitor) și Cosmina Timoce-Mocanu (libretist)

### Premiul „Ciprian Porumbescu“
- Instrumentele tradiționale românești. Studii acustico-muzicale, vol. I, Ovidiu Papană

### Premiul „George Oprescu“
- Arta din România. Din preistorie în contemporaneitate, vol. I și II, Răzvan Theodorescu[1] și Marius Porumb[1] (editori)
- Fericitul Vladimir Ghika. În spiritu caritatis. Desene, Anna-Maria Orban și Iulia Cojocariu

### Premiul „Ion Andreescu“
- Sacrosanctus (Expoziție Galeria „Simeza“), Răzvan-Constantin Caratănase (grafician)

### Premiul „Simion Florea Marian“
- Alimentația. Răspunsuri la chestionarele Atlasului Etnografic Român, vol. I: Oltenia, Cătălin Alexa, Cornelia Belcin Pleșca, Laura Ioana Toader

### Premiul „Duiliu Marcu“
- Restaurarea palatelor Moskovits Miksa și Stem (Oradea), Ernest Pafka (arhitect)

### Premiul „Aristizza Romanescu“
- Moromeții 2, Stere Gulea (regizor)
- Festivalul Național de Teatru (ediția 2018), Marina Constantinescu (organizator, critic de teatru)

## XIV. Știința și tehnologia informației

### Premiul „Grigore Moisil“
- Dictionary Learning Algorithms and Applications, Bogdan Dumitrescu și Paul Irofti

### Premiul „Mihai Drăgănescu“
- Grup de 4 lucrări științifice: Metode avansate de inteligență artificială aplicate în medicină, Dorin Comaniciu

### Premiul „Tudor Tănăsescu“
- Grup de 3 lucrări științifice: Tehnici data-driven de acordare a parametrilor regulatoarelor, Raul-Cristian Roman și Radu-Emil Precup[1]

### Premiul „Gheorghe Cartianu“
- Grup de 4 lucrări științifice: Metode și baze de date de îmbunătățire a vizibilității în imagini afectate de ceață, Codruța O. Ancuți și Cosmin Ancuți